# Disposizioni di Westminster
Le disposizioni di Westminster del 1259 furono parte di una serie di riforme legislative che provocarono la seconda guerra dei baroni fra il re Enrico III d'Inghilterra ed i nobili inglesi.

## Storia
Il monarca, fra il 1230 ed il 1242 aveva perso le sue campagne militari in Francia e la sua scelta di amici e consiglieri, unitamente alle spese sostenute per il suo fallito tentativo di fare di uno dei suoi figli re della Sicilia, nonché quelle per aiutare il papa contro l'imperatore del Sacro Romano Impero, portò ad ulteriori conflitti con i baroni e unì le opposizioni nella Chiesa e nello Stato. Inoltre la sua posizione non traeva certo beneficio dal suo stravagante stile di vita ed il continuo aumento delle tasse creava un forte risentimento. I conti della corona mostravano infatti una lunga lista di donazioni caritative e di pagamenti per lavori edili, compresa la ricostruzione della abbazia di Westminster, che iniziò nel 1245. 
Le disposizioni stesse erano uno schema ampliato della riforma governativa stesa dal comitato dei 24 baroni che ne era stato inizialmente incaricato in base alle disposizioni di Oxford (che venivano superate da quelle di Westminster). Il documento che ne venne fuori rafforzò largamente molte disposizioni del precedente di Oxford ma fornì anche una riforma delle imposte e delle successioni.
Successive divisioni fra gli stessi baroni consentirono ad Enrico III di rigettare le disposizioni, grazie anche al sostegno che gli venne da una bolla pontificia del 1261. Iniziò così nel 1263 un periodo di conflitti armati, noti come seconda guerra dei baroni, che si conclusero con la vittoria del re nel 1267, sebbene il principale punto di svolta della guerra, che all'inizio volgeva in favore dei baroni, fosse stata la battaglia di Evesham nel 1265, nella quale rimase ucciso il capo dei baroni Simone di Montfort, VI conte di Leicester. Le clausole delle disposizioni che limitavano l'autorità del re furono eliminate, ma le clausole legali delle medesime furono riaffermate nel 1267 con lo Statuto di Marlborough.
Le disposizioni di Westminster sono state descritte da una autorità di primo piano come la più importante legislazione inglese dalla ristampa della Magna Carta del 1225.

## Contenuto
Nel loro complesso le nuove disposizioni consistevano in una mescolanza di misure legali ed amministrative richieste dai riformatori baronali e dai loro alleati durante la crisi fra il 1258 ed il 1265. Esse furono anche la prima legislazione inglese che modificava deliberatamente le procedure in vigore presso i tribunali del re. Le misure erano altresì importanti per l'espansione del movimento riformatore, dalla istituzione delle relazioni fra classe baronale e corona alla ridefinizione dei rapporti dei baroni con i loro affittuari e i loro mutui diritti e responsabilità l'uno verso l'altro come veniva disposto nei tribunali dei signori stessi. In aggiunta, le Disposizioni di Westminster comprendevano proposte per migliorare il funzionamento dei tribunali del re, principalmente nell'ambito del diritto civile, ma anche in parte in quello penale.